# Leningrad (cacciatorpediniere)
Il Leningrad fu un cacciatorpediniere conduttore della Voenno-morskoj flot, entrato in servizio nel dicembre 1936 come prima unità della classe Leningrad.
Assegnato in forza alla Flotta del Baltico, il cacciatorpediniere prestò servizio nell'ambito del teatro del mar Baltico della seconda guerra mondiale, servendo in particolare durante l'evacuazione di Tallinn e come unità per l'appoggio di fuoco dei reparti a terra durante l'assedio di Leningrado. Sopravvissuta alla guerra, l'unità fu ritirata dal servizio attivo il 18 aprile 1958 e trasformata in nave bersaglio, finendo affondata dopo un'esercitazione a fuoco nel maggio 1963 al largo delle Isole Soloveckie.

## Storia

### Prime operazioni
Ordinata nell'ambito del primo piano quinquennale del 1928, la nave fu impostata il 5 novembre 1932 al Cantiere navale No. 190 (Ždanov) di Leningrado con numero di scalo 450, venendo quindi varata il 17 novembre 1933 con il nome di Leningrad; la nave entrò quindi in servizio il 5 dicembre 1936, venendo assegnata in forza alla Flotta del Baltico.
Dopo lo scoppio della "guerra d'inverno" tra Unione Sovietica e Finlandia il 30 novembre 1939, il Leningrad e il suo gemello Minsk bombardarono le difese costiere finlandesi sull'isola di Saarenpää, parte dell'arcipelago delle Isole Berëzovye, una prima volta il 10 dicembre e poi ancora tra il 30 dicembre e il 3 gennaio 1940; nel corso di queste missioni il cacciatorpediniere subì gravi danni per l'urto con formazioni di ghiaccio, dovendo quindi essere messo in cantiere per lavori di riparazione protrattisi fino al 31 maggio 1941.
Al momento dell'invasione tedesca dell'Unione Sovietica il 22 giugno 1941, il Leningrad era di base a Tallinn come parte della 4ª Divisione cacciatorpediniere, e tra il 23 e il 27 giugno fornì protezione alle unità posamine sovietiche intente a stendere degli sbarramenti minai difensivi tra Hanko e Osmussaar all'entrata del Golfo di Finlandia; il 3 luglio lo stesso Leningrad stese un campo minato a protezione degli approcci al porto di Tallinn. Tra il 23 e il 27 agosto il cacciatorpediniere bombardò le truppe tedesche arrivate in vista della stessa Tallinn, sparando 227 colpi con i suoi pezzi di grosso calibro; nella notte tra il 27 e il 28 agosto le forze navali sovietiche diedero inizio all'evacuazione di Tallinn, e il Leningrad rimase indietro a fornire fuoco di copertura fino alla mattina seguente.
Dopo che il Minsk rimase danneggiato per l'urto con una mina il 28 agosto durante l'evacuazione, il contrammiraglio J. A. Panteleev trasferì la sua insegna sul Leningrad. Il 30 agosto il Leningrad fu assegnato alla forza navale incaricata di fornire fuoco di copertura alle truppe sovietiche dislocate nella zona di Kronštadt e Oranienbaum, insieme agli incrociatori Maksim Gor'kij e Petropavlovsk e a cinque cacciatorpediniere; tra il 1º e il 3 settembre il Leningrad aiutò a stendere campi minati difensivi a protezione degli approcci navali a Kronštadt e Leningrado.

### L'assedio di Leningrado
Dopo aver bombardato le postazioni tedesche il 17 settembre, il Leningrad si trasferì nel porto commerciale di Leningrado dove, il 22 settembre, fu leggermente danneggiato da schegge di granata; nuovi danni furono registrati il 12 ottobre seguente, mentre la nave era all'ancora presso l'isola di Kanonerskij: un colpo d'artiglieria tedesco raggiunse l'unità, sfiorata poi da un secondo proiettile, danneggiando i serbatoi di carburante e di acqua potabile e innescando un piccolo incendio. Il cacciatorpediniere fu quindi riparato al cantiere navale No. 196 (Sudomech).
Il 9 novembre 1941 il Leningrad salpò da Kronštadt per Hanko come parte del terzo convoglio navale inviato a evacuare la locale guarnigione sovietica; il convoglio comprendeva anche il cacciatorpediniere Stojky e il posamine Ural. Il convoglio fu costretto a trovare rifugio dal cattivo tempo nei pressi dell'isola di Gogland la mattina dell'11 novembre, ma riprese la sua rotta quel pomeriggio; il paramine del Leningrad fece detonare un ordigno alla distanza di 10 metri, senza danni per l'unità. La mattina del 12 novembre un secondo ordigno fu fatto detonare dai paramine del cacciatorpediniere, questa volta a una distanza di 5 metri: l'esplosione causò un blocco dell'apparato motore e un allagamento dei serbatoi di carburante, e il Leningrad dovette quindi abbandonare la missione e rientrare a Kronštadt scortato da due dragamine. Dopo le riparazioni a Leningrado, il cacciatorpediniere tornò alle ormai consuete missioni di supporto di fuoco delle truppe sovietiche attorno alla città, sparando un totale di 1.081 colpi di grosso calibro nel solo 1941.
Il cacciatorpediniere continuò con le sue missioni di supporto di fuoco per tutta la durata dell'assedio di Leningrado. Il 14 maggio 1942 colpi d'artiglieria tedesca caduti nelle vicinanze ferirono quattro membri dell'equipaggio e causarono danni leggeri all'unità. Durante l'offensiva Leningrado-Novogorod, che portò infine alla rottura dell'assedio, il Leningrad partecipò alle operazioni sparando 650 colpi di grosso calibro tra il 14 e il 18 gennaio 1944.

### Destino finale
Anche dopo la conclusione delle ostilità, il Leningrad rimase in forza alla Flotta del Baltico, venendo revisionato e ammodernato tra il 19 dicembre 1951 e il 25 novembre 1954; l'unità fu infine ritirata dal servizio attivo il 18 aprile 1958 e riclassificata come nave bersaglio per le esercitazioni di tiro della flotta con il nuovo nome di TsL-75; il 13 ottobre 1959 fu riassegnato in forza alla Flotta del Nord. Dopo essere stata disarmata il 15 settembre 1960 e convertita in nave caserma con la designazione di PKZ-16, l'unità fu nuovamente destinata a servire come nave bersaglio il 10 agosto 1962 con la designazione di SM-5. Ancorato nel golfo di Kandalakša, nel maggio 1963 lo scafo fu colpito, nel corso di un'esercitazione a fuoco, da due missili P-5 Pjatërka lanciati dall'incrociatore Groznyj, ma rimase a galla; dopo un fallito tentativo di rimorchiarlo a Severodvinsk, lo scafo colò infine a picco in acque poco profonde a oriente dell'isola di Sennaja Luda nell'arcipelago delle Isole Soloveckie.